# Kaptopryl
Kaptopryl (łac. Captoprilum) – organiczny związek chemiczny, lek z grupy inhibitorów konwertazy angiotensyny, stosowany w nadciśnieniu tętniczym, zastoinowej niewydolności krążenia, po zawale mięśnia sercowego, niekiedy w zespole Barttera, także w diagnostyce naczyniowonerkowego nadciśnienia tętniczego.

## Mechanizm działania
Kaptopryl jest lekiem hipotensyjnym, inhibitorem konwertazy angiotensyny i w efekcie zmniejszenie stężenia angiotensyny II. Końcowym efektem jest spadek ciśnienia tętniczego.

## Farmakokinetyka i farmakodynamika
Po podaniu doustnym wchłania się w około 60%. Frakcja związana z białkami to około 3%. Wydalany z moczem w postaci niezmienionej w 5%. Biologiczny okres półtrwania 2-3 godziny. Po podaniu doustnym działa po 1-2 godzinach. Wpływ hipotensyjny utrzymuje się do 6-12 godzin. Podany podjęzykowo działa po 15 minutach z efektem hipotensyjnym do 6 godzin.

## Interakcje
Nasilenie działania hipotensyjnego przy podawaniu z lekami moczopędnymi. Leki moczopędne z grupy diuretyków oszczędzających potas podawane wraz z inhibitorami konwertazy angiotensyny (w tym kaptopril) mogą prowadzić do niebezpiecznej dla życia hiperkaliemii. Wzrost toksyczności glikozydów nasercowych, allopurinolu, soli litu.

## Działania niepożądane
Reakcje alergiczne (wysypki skórne, rzadko neutropenia lub agranulocytoza). Zaostrzenie niektórych chorób z grupy chorób autoimmunologicznych (np. toczeń rumieniowaty układowy). Nasilenie działania leków immunosupresyjnych. Uczulenie skóry na światło. Zaburzenie smaku. Gwałtowne i większe działanie hipotensyjne – efekt pierwszej dawki. Najczęstszym objawem niepożądanym jest kaszel, spowodowany wzrostem stężenia bradykininy, prostaglandyn i peptydów opioidowych, na skutek blokady enzymów uczestniczących w ich rozkładzie.
Kaptopryl jest przeciwwskazany w przypadku nadwrażliwości na lek, hipotonii, zwężenia obustronnego tętnic nerkowych, stenozy aortalnej, ciężkiej kardiomiopatii zaporowej. Przeciwwskazany jest w ciąży ze względu na teratogenne działanie na płód. Kobiety w okresie rozrodczym, zażywające kaptopril (wszystkie leki z grupy inhibitorów konwertazy angiotensyny) muszą mieć zapewnioną skuteczną antykoncepcję.

## Stosowanie
Maksymalna dawka kaptoprylu to 150 mg/dobę (z reguły mniej), przy czym leczenie rozpoczyna się od dawki 3x6,25 mg. Z uwagi na szybkie działanie i dobre wchłanianie jest także stosowany w przełomie nadciśnieniowym – optymalna jest wtedy droga podjęzykowa.
Kaptopryl jest pierwszym i najlepiej zbadanym przedstawicielem swojej grupy, tym niemniej w ostatnim czasie ustępuje pola nowszym lekom o zbliżonym działaniu. Przyczyną jest krótki okres działania (6-12 godzin), co wymusza niewygodne przyjmowanie co 8 godzin. Obecność grup sulfhydrylowych jest ponadto przyczyną relatywnie częstego wywoływania nadwrażliwości.
Najczęściej stosowane preparaty to: Capoten, Captopril, Kaptopril, Tensiomin.